# Café con aroma de mujer (telenovela, 1994)
Pour les articles homonymes, voir Café con aroma de mujer.
Café con aroma de mujer est une telenovela colombienne produite par RCN Televisión et diffusée du 30 novembre 1993 au 24 juillet 1994 sur Canal A. Elle a été doublée en français et diffusée en Afrique à l'époque sous le titre de "L'export du café".

## Distribution
- Margarita Rosa de Francisco : Teresa "Gaviota" Suárez / Carolina Olivares Maldonado
- Guy Ecker : Sebastián Vallejo
- Alejandra Borrero : Lucía Sandoval de Vallejo
- Cristóbal Errázuriz : Iván Vallejo
- Sylvia de Dios : Lucrecia Rivas de Vallejo
- Constanza Duque : Carmenza Suárez

## Diffusion
- Canal A (1994-1995)

## Autres versions
- Cuando seas mía (TV Azteca, 2001-2002) avec Silvia Navarro et Sergio Basañez.
- Destilando amor (Televisa, 2007) avec Angélica Rivera et Eduardo Yáñez.
- Café con aroma de mujer (RCN Televisión/Telemundo, 2021) avec William Levy et Laura Londoño.